# Mandleshwar
Mandleshwar é uma cidade e uma nagar panchayat no distrito de West Nimar, no estado indiano de Madhya Pradesh.

## Geografia
Mandleshwar está localizada a 22° 11′ N, 75° 40′ L. Tem uma altitude média de 153 metros (501 pés).

## Demografia
Segundo o censo de 2001, Mandleshwar tinha uma população de 11 345 habitantes. Os indivíduos do sexo masculino constituem 51% da população e os do sexo feminino 49%. Mandleshwar tem uma taxa de literacia de 68%, superior à média nacional de 59,5%: a literacia no sexo masculino é de 76% e no sexo feminino é de 59%. Em Mandleshwar, 14% da população está abaixo dos 6 anos de idade.